# Valle de Villaverde
Valle de Villaverde (dal 1822 al 2005 Villaverde de Trucíos, in basco Villaverde Turtzioz) è un comune spagnolo di 365 abitanti situato nella comunità autonoma della Cantabria.